# Daniel Walker

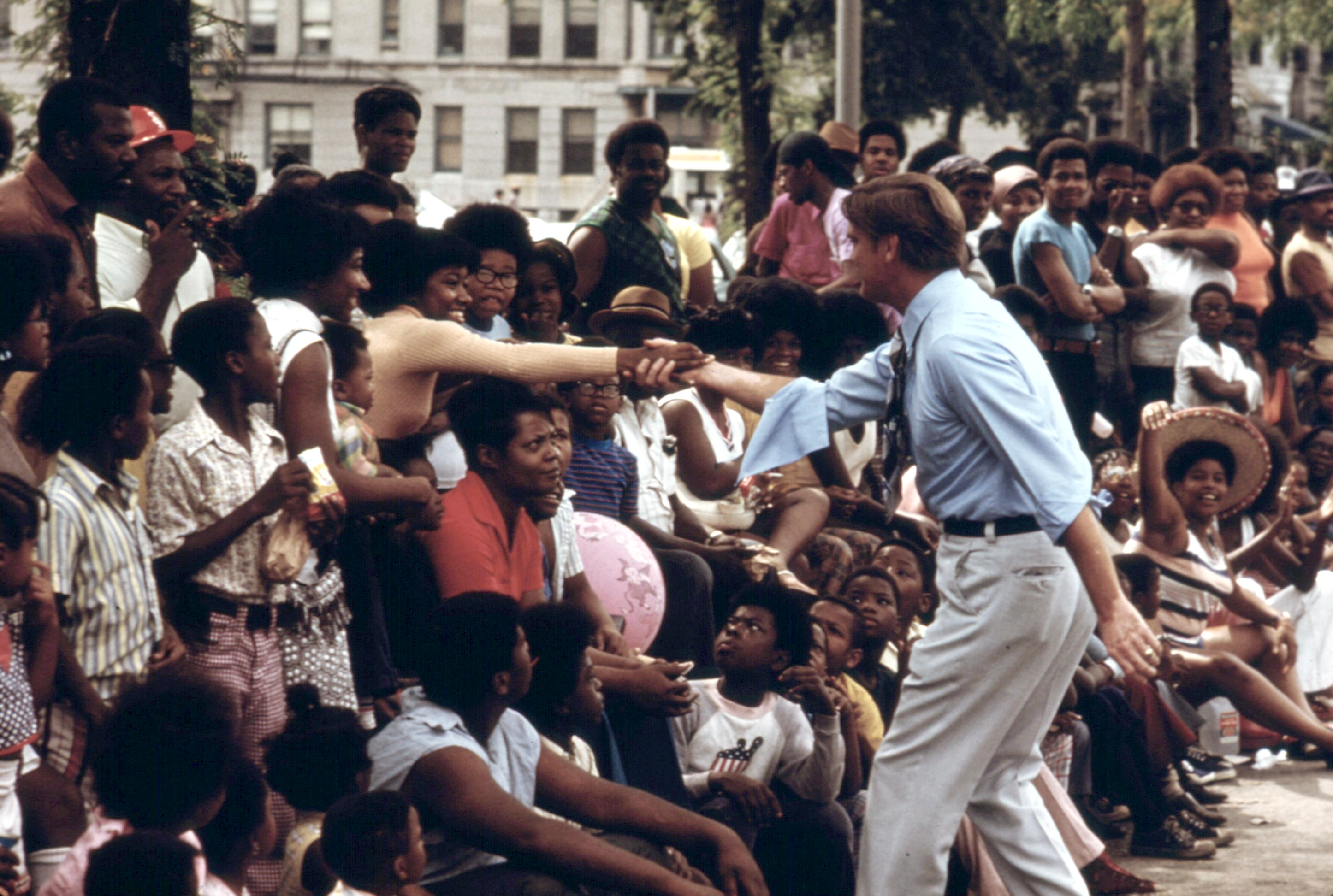
Daniel Walker skakar hand med publiken under en parad 1973.

Daniel Walker, född 6 augusti 1922 i Washington, D.C., död 29 april 2015 i Chula Vista, Kalifornien, var en amerikansk demokratisk politiker. Han var guvernör i delstaten Illinois 1973–1977.
Walker utexaminerades från United States Naval Academy i Annapolis, Maryland. Han deltog både i andra världskriget och i Koreakriget. Han avlade juristexamen vid Northwestern Law School.
Han besegrade viceguvernören Paul M. Simon i demokraternas primärval inför guvernörsvalet i Illinois 1972. I själva guvernörsvalet besegrade han ämbetsinnehavaren Richard B. Ogilvie. Walker var en motståndare till Richard J. Daley, borgmästaren i Chicago. Walker förlorade primärvalet inför 1976 års guvernörsval mot Michael Howlett som åtnjöt Daleys stöd. Howlett förlorade sedan guvernörsvalet mot republikanen James R. Thompson.
I samband med finanskrisen i USA på 1980-talet blev Walker dömd för oegentligheter som hade med banken First American Savings & Loan Association of Oak Brook att göra. Han dömdes 1987 till ett sjuårigt fängelsestraff. Han tillbringade sedan 18 månader i fängelse i Duluth.
Walker var gift tre gånger. Det andra äktenskapet slutade 1989 i skilsmässa medan Walker satt i fängelse.

## Fotnoter
1. ↑  Dan Walker, former Illinois governor, is dead at 92 Arkiverad 1 maj 2015 hämtat från the Wayback Machine. Chicago Sun Times 29 april 2015